# Spermacoce graniticola
Spermacoce graniticola är en måreväxtart som beskrevs av Harwood. Spermacoce graniticola ingår i släktet Spermacoce och familjen måreväxter. Inga underarter finns listade i Catalogue of Life.